# Сфагнум ніжненький
Сфагнум ніжненький (Sphagnum tenellum) — вид мохів порядку торфовикальних (Sphagnales).

## Поширення
Батьківщиною є Європа, Північна Америка, Південна Америка, Азія.
Населяє вологі западини в різноманітних омбротропних і слабо мінеротрофних біотопах; від низьких до високих висот.

## Характеристика
Рослини дрібні, стрункі; від блідо-жовтого до золотисто-коричневого, рідко з червоним відтінком. Стебла від блідо-зеленого до блідо-коричневого. Стеблові листки яйцеподібно-язичкові; 1–1,3 мм, верхівка широко закруглена. Стебла гілок зелені. Листки гілоки яйцеподібні, 1–1,5 мм. Вид однорідний. Спори 27–42 мкм; обидві поверхні гладкі.
Коробочки дозрівають від початку до середини літа.